# Итум-Калинский район

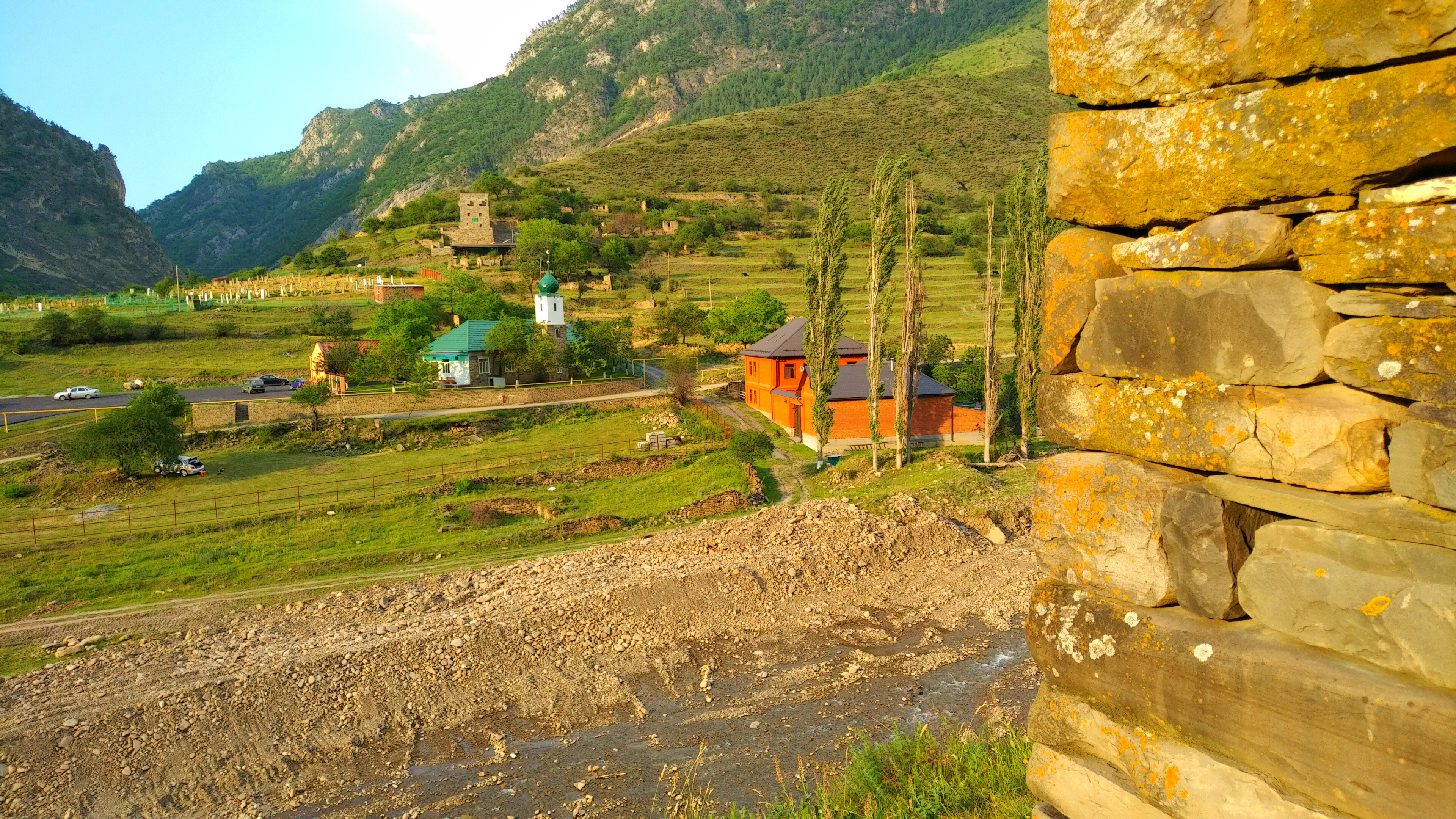
Чиннах (Ушкалой) со стороны Санкалоя.

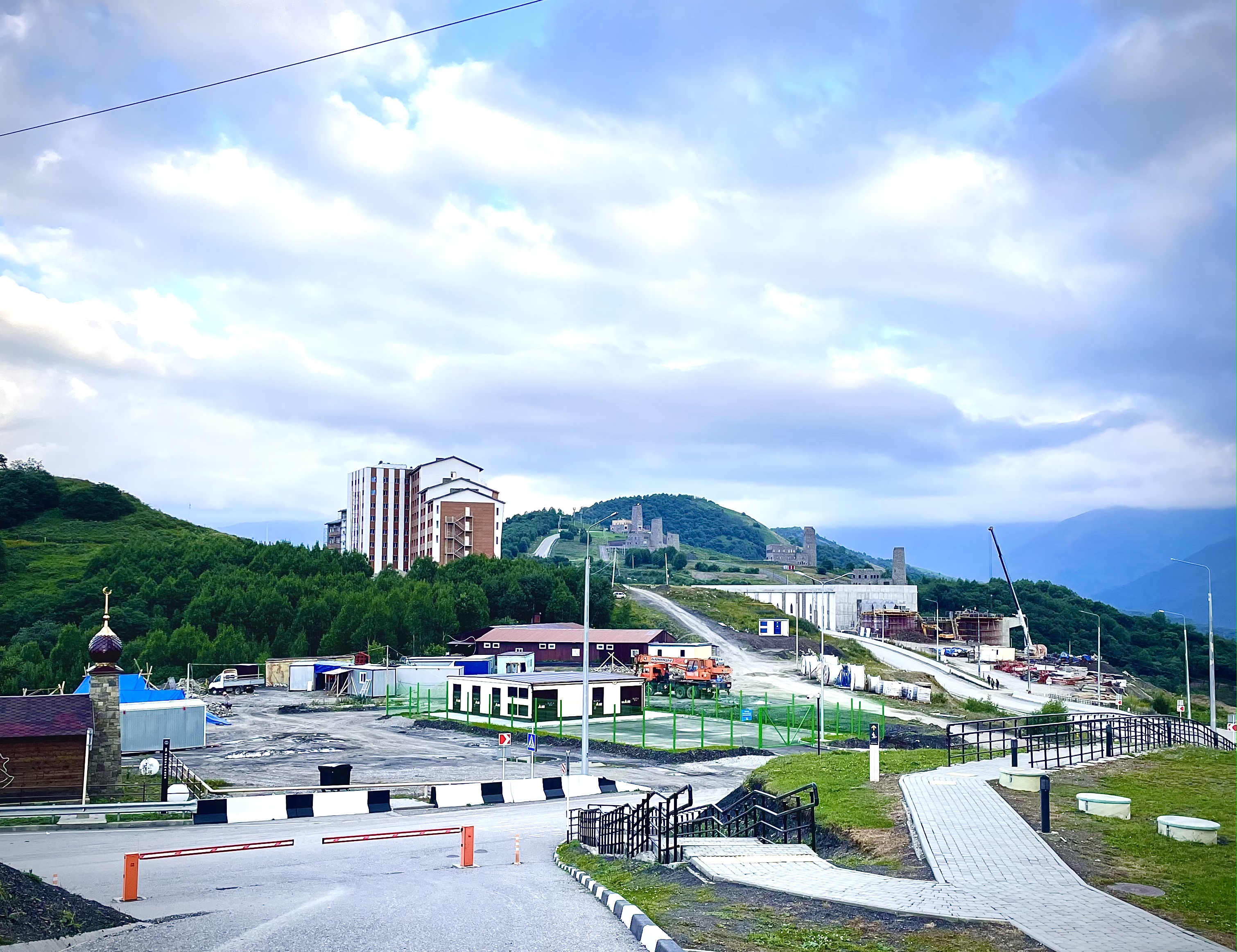
Ведучи. Горнолыжный курорт.

Итум-Кали́нский район (чечен. Итон-Кхаьллан кӏошт) — административно-территориальная единица и муниципальное образование (муниципальный район) в составе Чеченской Республики Российской Федерации.
Административный центр — село Итум-Кали.

## География

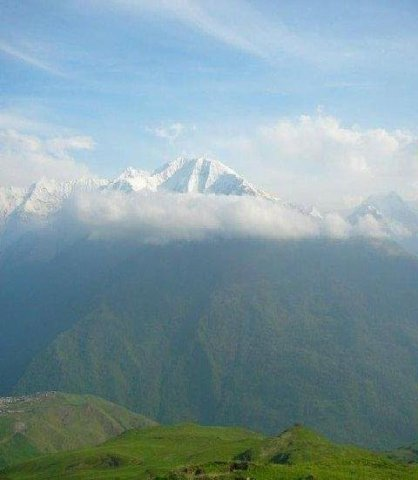
Самая высокая вершина в Чечне и на восточном Кавказе гора Тебулосмта (Туламан-Лам), что обозначает на русском «Победная гора», высота 4493 метра над уровнем моря. Находится в Хилдехаройском сельском поселении района

Район расположен в горной зоне, в юго-западной части Чечни. Площадь территории района с 1 января 2020 года составляет 1245,92 км². Протяжённость территории с запада на восток составляет около 60 км, а с севера на юг около 40 км.
На севере район граничит с Шатойским и Ачхой-Мартановскими районами республики. На востоке — с Шаройским районом, на западе — с Республикой Ингушетией и на юге — с Грузией.
Административная граница района проходит от горы Хахалты по хребту Юперлам по горе Яцебкорт до истока реки Мартан, далее по хребту Гумартаиркорт по горе Чинхой-Лам по истоку Вярды-Эхк и до истока Инзаэхк. Далее граница идёт вдоль горы Дайхох, по перевалу Джанжаре и горы Черхунышкорт до истока Шарой-Аргун. Граница продолжается на высоте 3552 м над уровнем моря по Тушетскому и Муцойскому хребтам и совпадает с государственной границей Российской Федерации с Грузией, далее на высоте 4007 м над уровнем моря по хребту Вежлам.

## История

### Ранняя история
Район богат большим числом памятников архитектуры и археологии древнего времени и средневековья. Ещё в XIX веке А. Берже подчёркивал, что от аула Башин-Кали до Итум-Кали можно встретить много башенных построек, которые стоят почти на каждой версте. Одним из первых учёных попытавшихся изучить некоторые древние памятники района был Долбежев, в 1882 году им были проведены научные изыскания.
Исследователи XVIII—XX веков оставили сведения об архитектурных сооружениях района:
- боевая башня в Ушкалой, стоявшая на левом берегу реки, в 1928 году была взорвана работниками НКВД, от неё сохранилась лишь небольшая часть основания,
- остатки храма-склепа напротив аула Ушкалой,
- пещерные захоронения и остатки поселения в ауле Пхачу (южнее Ушкалоя),
- башня в скале у Пхачу
- в местечке Пхьчу к северу от селения Ушкалой были вскрыты три каменных ящика датируемых XIII—XIV вв. Был открыт обширный могильник, состоящий из катакомб (погребальных пещер) и каменных ящиков,
- склеп аула Мулкой,
- боевая башня аула Гамхи,
- старинные башни в Чамхи,
- башня аула Башин-Кале,
- боевая башня и ращвалины жилых башен в старом Пежое, не далеко от начала ущелья Хахичу
- сторожевая башня аула Хангихой, наземные склепы и столпообразное святилище аула Эзихой в местечке Батагӏала,
- жилые башни в Тусхарое, до наших дней не сохранились,
- боевая башня в Цацахое, до наших дней не сохранилась,
- склеповые могильники в местечке Титч-Дукх и Шулкаг,
- могильник из полуподземных склепов аула Верхний Хьерахой,
- склеповый могильник в Итум-Кали, в Пхакоч,
- дом с боевой башней в Пхакоч,
- две боевые башни аула Кокадой, старое поселение, полуподземные склепы, каменные ящики, место где стояло святилище,
- могильник, руины святилища аула Верхний Кокадой,
- боевая башня аула Хаскалой,
- развалины боевой башни аула Нерой (Пкхерой?),
- полуразрушившиеся башни в ауле Пкхерой,
- боевая башня в ауле Саканхой на правом берегу реки Кериго,
- раннемусульманские могильники аулов Тазбичи, Дишни, Басс, Боторч, Нижний Кокадой и Пхакоч. При строительстве опор ЛЭП были разрушены[6]:

- подземный склеп у селения Ведучи
- подземный склеп у селения Гучум-Кали

В этих двух склепах были обнаружены две серебряные монеты середины XIV века.

### Новое время
Итум-Калинский район был образован в 1923 году.
В 1944 году Итум-Калинский район был упразднён Указом Президиума Верховного Совета СССР, а его территория передана в состав Грузинской ССР и включена в Ахалхевский район. В 1957 году возвращена в состав восстановленной ЧИАССР и включена в состав Советского района.
Итум-Калинский район был восстановлен в 1990 году в неполных границах 1944 года, без части территории площадью 238 км², оставленной в составе Грузинской ССР Указом Президиума Верховного Совета СССР.
На склоне, прилегающем к дороге Шатой — Итум-Кали, обнаружена керамика, относящаяся к поселению эпохи бронзы.

## Население
| 2002  | 2010  | 2012  | 2013  | 2014  | 2015  | 2016  |
| ----- | ----- | ----- | ----- | ----- | ----- | ----- |
| 6083  | ↘5483 | ↗5657 | ↗5746 | ↗5888 | ↗6031 | ↗6163 |
| 2017  | 2018  | 2019  | 2020  | 2021  | 2023  | 2024  |
| ↗6498 | ↗6576 | ↗6638 | ↗6678 | ↘6528 | ↗6591 | ↗6659 |

### Национальный состав
Национальный состав населения района по данным Всероссийской переписи населения 2010 года:
| Народ      | Численность, чел. | Доля от всего населения, % |
| ---------- | ----------------- | -------------------------- |
| чеченцы    | 5080              | 92,65 %                    |
| другие     | 376               | 6,86 %                     |
| не указали | 27                | 0,49 %                     |
| всего      | 5483              | 100,00 %                   |

Национальный состав
По итогам переписи населения 2020 года проживали следующие национальности (национальности менее 0,1 % и другое см. в сноске к строке «Другие»):
| Национальность | Численность, чел. | Доля     |
| -------------- | ----------------- | -------- |
| Чеченцы        | 5549              | 85,00 %  |
| Русские        | 700               | 10,72 %  |
| Другие         | 279               | 4,28 %   |
| Итого          | 6528              | 100,00 % |

При переписях 2010 и 2020 годов учтены служащие в военных подразделениях жители других регионов России.

## Муниципально-территориальное устройство
В Итум-Калинский район входят 13 муниципальных образований со статусом сельских поселений:
| №  | Сельское поселение | Административный центр | Количество населённых пунктов | Население (чел.) | Площадь (км²) |
| -- | ------------------ | ---------------------- | ----------------------------- | ---------------- | ------------- |
| 1  | Баулойское         | с. Баулой              | 2                             | ↘222             | 72,14         |
| 2  | Бугаройское        | с. Бугарой             | 1                             | ↗357             | 30,56         |
| 3  | Ведучинское        | с. Ведучи              | 1                             | ↗592             | 109,46        |
| 4  | Гухойское          | с. Гухой               | 3                             | ↗854             | 51,64         |
| 5  | Гучум-Калинское    | с. Гучум-Кали          | 2                             | ↗304             | 19,86         |
| 6  | Зумсойское         | с. Зумсой              | 1                             | ↗230             | 122,61        |
| 7  | Итум-Калинское     | с. Итум-Кали           | 1                             | ↗1045            | 9,81          |
| 8  | Кокадойское        | с. Кокадой             | 1                             | →508             | 13,59         |
| 9  | Моцкаройское       | с. Моцкарой            | 6                             | ↘178             | 260,26        |
| 10 | Тазбичинское       | с. Тазбичи             | 3                             | ↗1012            | 79,74         |
| 11 | Тусхаройское       | с. Тусхарой            | 6                             | →547             | 55,68         |
| 12 | Хилдехаройское     | с. Хилдехарой          | 4                             | ↘248             | 362,45        |
| 13 | Чиннахойское       | с. Чиннах              | 1                             | ↗562             | 9,87          |

## Населённые пункты
В Итум-Калинском районе 32 населённых пункта (все — сельские).
| №  | Населённый пункт | Тип  | Население | Сельское поселение |
| -- | ---------------- | ---- | --------- | ------------------ |
| 1  | Басхо            | село | 0         | Тусхаройское       |
| 2  | Баулой           | село | 34        | Баулойское         |
| 3  | Башин-Кали       | село | →0        | Гучум-Калинское    |
| 4  | Батургу          | село | 0         | Тусхаройское       |
| 5  | Бечиги           | село | 0         | Тусхаройское       |
| 6  | Бугарой          | село | ↗357      | Бугаройское        |
| 7  | Ведучи           | село | ↗592      | Ведучинское        |
| 8  | Верхний Цамадой  | село | →0        | Тазбичинское       |
| 9  | Верхний Бара     | село | 9         | Моцкаройское       |
| 10 | Гезах            | село | 9         | Баулойское         |
| 11 | Гухой            | село | ↗685      | Гухойское          |
| 12 | Гучум-Кали       | село | ↘221      | Гучум-Калинское    |
| 13 | Зумсой           | село | ↗230      | Зумсойское         |
| 14 | Итум-Кали        | село | ↗1045     | Итум-Калинское     |
| 15 | Кенахо           | село | 0         | Моцкаройское       |
| 16 | Кокадой          | село | →508      | Кокадойское        |
| 17 | Конжухой         | село | ↘0        | Гухойское          |
| 18 | Люнки            | село | 0         | Хилдехаройское     |
| 19 | Моцкарой         | село | 86        | Моцкаройское       |
| 20 | Мулкой           | село | ↘0        | Гухойское          |
| 21 | Сакан-Йисте      | село | 0         | Хилдехаройское     |
| 22 | Тазбичи          | село | ↘739      | Тазбичинское       |
| 23 | Терлой           | село |           | Моцкаройское       |
| 24 | Тусхарой         | село | 334       | Тусхаройское       |
| 25 | Хелди            | село | →0        | Тазбичинское       |
| 26 | Хилдехарой       | село | 590       | Хилдехаройское     |
| 27 | Хозачу           | село | 0         | Хилдехаройское     |
| 28 | Цацах            | село | 0         | Тусхаройское       |
| 29 | Чиннах           | село | ↗562      | Чиннахойское       |
| 30 | Шюнда            | село | 18        | Моцкаройское       |
| 31 | Эзихо            | село | 0         | Тусхаройское       |
| 32 | Эрстахо          | село | 0         | Моцкаройское       |

Распоряжением Правительства Российской Федерации от 11 июля 2022 года новообразованное село получило наименование Терлой.
В конце 2022 года в районе было принято решение образовать новые (воссоздать) сёла Кей, Гимара, Никара и Малхиста (по названиям ранее находившихся здесь одноимённых селений Верхний Кий и Нижний Кий; Гимрой (Гимара или Гемрой); селению и тайпу Никарой; Мельхистинскому сельсовету (в честь малхистинцев и Малхисты) соответственно).

## Общая карта
Легенда карты:
| Численность населения населённых пунктов: |                   |
|                                           | 1000—5000 жителей |
|                                           | 500—1000 жителей  |
|                                           | Менее 500 жителей |
|                                           | Воссоздаваемые    |

Развалины
- Автинбоуль,
- Алекале,
- Алхахи,
- Амкалой,
- Баст-Хайхи,
- Басхой,
- Батургу,
- Беле Хайха,
- Бечиг,
- Блухапего,
- Бовлой
- Боуторхой,
- Васеркале,
- Верхний Исхой,
- Верхний Херахой,
- Гезеркалой,
- Гомхой,
- Грозтхой,
- Дакнара,
- Данкалой,
- Дере,
- Доркулчи,
- Зазамерки,
- Исмаилкалой,
- Итыкулиш.
- Калгой,
- Кент,
- Кериго,
- Кештерой,
- Кирбаса,
- Корестхой,
- Корхой,
- Коч,
- Люнки,
- Малхури,
- Медархой,
- Моисты,
- Мужиар,
- Мухмерки,
- Нижний Исхой,
- Нижний Херахой,
- Олгузи,
- Омечу,
- Пож-Порой,
- Пуога,
- Пэрой,
- Пёлагошки,
- Саирой,
- Сакенхой,
- Тоги,
- Тюли,
- Узматкалой,
- Хангихой,
- Хаухи,
- Хахичу,
- Хачарой-Эхк,
- Хачарой,
- Хеледи,
- Хилдехарой,
- Хозачу,
- Хуты-Кажа,
- Цацахой,
- Цекалой,
- Целахой,
- Цюники,
- Чамги,
- Чухшланой,
- Шаккалой,
- Шундили,
- Энйисти,
- Юкарашты.

## Крепости
- Дёра,
- Цой-Педа,
- Пуог.